# Lars-Erik Lundström
Lars-Erik Lundström, född 10 maj 1947, är en svensk tidigare spelare och tränare inom ishockey. Han spelade för Skövde IK, som han senare också tränade. Tränade även HV71 och Färjestads BK.